# Langnasen-Luzon-Waldmaus
Die Langnasen-Luzon-Waldmaus (Apomys sacobianus) ist eine Nagetierart aus der Gattung Apomys in der Familie der Langschwanzmäuse (Muridae). Sie ist am Pinatubo auf Luzon endemisch und galt zwischen 1956 und 1991 als verschollen. Das Artepitheton bezieht sich auf den Sacobia River in der Nähe der Clark Air Base am Pinatubo, wo die Art im August 1956 vom Zoologen David H. Johnson vom United States National Museum entdeckt wurde.

## Merkmale
Die Langnasen-Luzon-Waldmaus ist eine große Mäuseart mit großen Ohren und Augen. Sie erreicht eine Gesamtlänge von 277 bis 315 mm, eine Schwanzlänge von 132 bis 153 mm, die Hinterfußlänge 35 bis 40 mm, die Ohrenlänge 21 bis 25 mm und ein Gewicht von 79 bis 105 g. Das Fell ist an der Oberseite gräulich-braun und an der Unterseite gräulich-weiß. Der ungewöhnlich dicke Schwanz ist zweifarbig, dunkel an der Oberseite und nahezu weiß an der Unterseite. Die Schwanzlänge beträgt 95 bis 100 Prozent der Kopf-Rumpf-Länge.

## Verbreitung
Die Langnasen-Luzon-Waldmaus ist gegenwärtig nur vom Pinatubo an den Ausläufern der Zambales-Berge bekannt. Möglicherweise ist die Art jedoch in den Tieflagen der Zambales-Berge weiter verbreitet.

## Lebensraum und Lebensweise
Die Langnasen-Luzon-Waldmaus ist von Höhenlagen zwischen 365 und 1080 m dokumentiert. Möglicherweise kommt die Art auch in größeren Höhenlagen vor. Apomys sacobianus ist sehr tolerant gegenüber Störungen. Tatsächlich scheint die Art auf den Habitattyp am Pinatubo spezialisiert zu sein, wo sich die Vegetation nur spärlich regeneriert. Im Studienzeitraum 2011 und 2012 war die Langnasen-Luzon-Waldmaus das häufigste Nagetier am Pinatubo. Weitere beobachtete Nagetiere in dieser Studie waren Apomys zambalensis, Bullimus luzonicus, Chrotomys mindorensis, Rattus everetti, Rattus exulans und Rattus tanezumi. Die Langnasen-Luzon-Waldmaus ist nachtaktiv und geht auf dem Boden auf Nahrungssuche. Sie ist ein Allesfresser. Regenwürmer gehören genauso zum Nahrungsangebot, wie die gebackenen Kokosnussstücke, die die Forscher als Köder ausgelegt hatten.

## Systematik
Die nächste Verwandte von Apomys sacobianus ist Apomys lubangensis. Beide Arten spalteten sich vor etwa 500.000 Jahren von einem gemeinsamen Vorfahren ab. Weitere Verwandte dieser Schwestergruppe sind Apomys brownorum und Apomys banahao, die sich vor etwa 700.000 Jahren abspalteten.

## Status
Die Langnasen-Luzon-Waldmaus wird von der IUCN in der Kategorie „unzureichende Datenlage“ (data deficient) gelistet. Im August 1956 sammelte der Zoologe David H. Johnson den Holotypus. Danach galt diese Art als verschollen, bis sie nach dem Ausbruch des Pinatubo im Juni 1991 wiederentdeckt wurde. Weitere Exemplare wurden in den Jahren 2011 und 2012 von Lawrence R. Heaney und Danilo S. Balete gesammelt. Als größte Gefährdung gilt Lebensraumverlust aufgrund der Ausbrüche des Pinatubo.